# Schneur Zalman de Liadí
Schneur Zalman de Liadí (4 de setembre de 1745 - 15 de desembre de 1812), (en hebreu: שניאור זלמן מלאדי), també fou conegut amb els noms; Alter Rebe, Baal HaTania, i Rav, va néixer a la ciutat de Liozna a Belarús, el dia 18 del mes d'Elul de l'any 5505, segons el calendari hebreu, el dia de 47è aniversari del fundador de l'hassidisme, el rabí Baal Xem Tov. Va morir el dia 15 de desembre de 1812.
L'any 1764, Zalman de Liadí, que tenia aleshores dinou anys, va viatjar a la vila de Mezritch per estudiar sota la supervisió del successor del Baal Xem Tov, el rabí Dov Ber Ben Avraham, també conegut com el Maguid de Mezritch.
Schneur Zalman va esdevenir un dels alumnes del Maguid, quan va tornar de Mezritch, el rabí Schneur va reunir un important grup de seguidors, que van començar a endinsar-se en els camins de l'hassidisme, durant aquests anys es va formar la particular filosofia del moviment Habad Lubavitx.
Durant més de vint anys va treballar en la seva obra, un llibre conegut com aTania, a on va demarcar la filosofia i l'estil de vida dels seguidors del moviment hassídic Jabad. El llibre va ser publicat per primera vegada l'any 1796, el Tania és considerat com la Bíblia de l'hassidisme de Jabad, ja que en aquesta obra es basen els centenars de llibres, i els milers de discursos pronunciats per set generacions de líders rabínics d'aquest moviment. En poc temps, la influència del rabí Schneur Zalman es va propagar arreu de Rússia i de Lituània. Una part significativa de la població jueva l'hi va acceptar com el seu rabí i líder. El seu successor al capdavant del moviment Habad fou el rabí DovBer Schneuri, també conegut com a Miteler Rebe.